# Саранская улица (Ижевск)
Саранская улица — улица в Ленинском районе города Ижевска. Проходит от Кирзаводской до Клубной улицы. Нумерация домов ведётся от Кирзаводской улицы. Протяжённость — около 620 метров. Улица имеет индивидуальную застройку, причём застроена только её нечётная сторона. Все дома обслуживаются городским отделением связи № 10.

## История
Улица образовалась в 20-е годы XX века при застройке нового района, получившего имя Рабочий посёлок. Точное время возникновения улицы неизвестно, впервые в документах она была упомянута в 1926 году. В новом районе улица стала одной из самых первых, что было отражено в её названии — Первая улица Рабочего посёлка. Это название использовалось вплоть до 70-х годов. 5 марта 1970 года по решению исполкома Ижевского горсовета улица получила современное имя в честь столицы Мордовской АССР — города Саранска.

## Расположение и маршрут
Улица находится в западной (заречной) части Ижевска, на территории жилого района «Нагорный» Ленинского административного района города. Располагается между Почтовой и Шихтовой улицами. Начинается на Кирзаводской улице в промзоне бывшего кирпичного завода. Проходит далее в северо-западном направлении и пересекает Овражную улицу. Ближе к концу пересекает безымянный ручей и поворачивает на север, поднимаясь в гору к Клубной улице. Заканчивается на перекрёстке с Клубной и 14-й улицами напротив швейной фабрики «Зангари».
С юго-западной стороны к началу улицы примыкает Александровская улица.

## Примечательные здания и сооружения
По нечётной стороне:
- № 1А — торгово-складская база «Удмуртоптторг».

По чётной стороне:
- ижевский родник № 13[6][7].

## Транспорт
В отличие от многих улиц и переулков Рабочего посёлка, Саранская улица имеет твёрдое покрытие на всём своём протяжении, связывая Рабочий посёлок с жилым районом «Строитель» и с центром Ижевска.
Маршруты городского транспорта по улице не проходят. Ближайшая остановка общественного транспорта — «Швейная фабрика „Зангари“» — находится на перекрёстке с Клубной улицей. Здесь останавливаются:
- троллейбусы № 9, 10, 14;
- автобусы № 8, 21, 26, 27, 34;
- маршрутки № 45, 50, 53, 353, 363.